# Live in a Dive (Subhumans)
Live in a Dive is een livealbum van de Britse punkband Subhumans. Het album is het vijfde album uit de Live in a Dive-serie van Fat Wreck Chords en werd uitgegeven op 10 februari 2004. Naast 26 live opgenomen nummers bevat de cd-versie van het album ook videomateriaal van een liveopname van het nummer "New Age" en verscheidene interviews met de band.

## Nummers
1. All Gone Dead - 1:55
2. Can't Hear The Words - 1:52
3. Waste Of Breath - 1:58
4. It's Gonna Get Worse - 2:06
5. Joe Public - 2:16
6. Somebody's Mother - 3:45
7. This Year's War - 3:39
8. Apathy - 2:37
9. Pigman - 2:33
10. Animal - 2:40
11. Peroxide - 1:57
12. Businessmen - 1:59
13. Subvert City - 3:59
14. Rain - 3:29
15. Reality is Waiting for a Bus - 2:25
16. Nothing I Can Do - 2:23
17. Wake Up Screaming - 4:53
18. Evolution - 2:06
19. Parasites - 2:38
20. No - 1:41
21. Mickey Mouse Is Dead - 2:57
22. Society - 1:42
23. Black and White - 3:26
24. Religious Wars - 2:20
25. Work-Rest-Play-Die - 2:17
26. Drugs of Youth - 2:14

## Band
- Dick Lucas - zang
- Phil Bryant - basgitaar, zang
- Trotsky - drums
- Bruce Treasure - gitaar, zang